# Kantharlahalli, Gauribidanur
Kantharlahalli là một làng thuộc tehsil Gauribidanur, huyện Chikkaballapur, bang Karnataka, Ấn Độ.